# Urophycis brasiliensis
Urophycis brasiliensis är en fiskart som först beskrevs av Kaup, 1858.  Urophycis brasiliensis ingår i släktet Urophycis och familjen fjällbrosmefiskar. Inga underarter finns listade i Catalogue of Life.